# Дерев'яна церква Св. Миколи (Нижня Апша)
Дерев'яна церква Св. Миколи (Нижня Апша) — дерев'яна церква, яка знаходиться у селі Нижня Апша, Хустського району, Закарпатської області, пам'ятка архітектури національного значення (№ 202).

## Архітектура
Тригранний вівтарний зруб з маленьким арковим віконцем є найдавнішою частиною. Такі ж архаїчні віконця прорізають бічні стіни. Усі частини церкви вкрито спільним двосхилим дахом з виносом над входом і стрімким поворотом площини над вівтарем. Центральну і східну частини перекрито арковими склепіннями, над бабинцем — плоске перекриття.

## Історія
Дерев'яна церква Св. Миколи Чудотворця, споруджена 1604 року (за іншими даними — 1561) з наступними перебудовами у XVIII сторіччі.
У 1751 році згадується лише одна церква (з гарною вежею, гарними образами прикрашена, з двома дзвонами). Нижня церква належить до дуже вузького кола кількох найдавніших дерев'яних пам'яток Закарпаття. Церква чудово вирішена в пропорціях — храм гордо увінчує вершину пагорба, догори злітає висока вежа зі шпилем — найдосконаліша за гармонією і рівновагою частин. Вишуканий стрункий силует церкви і одноярусна каркасна дерев'яна мінідзвіниця під восьмисхилим шатром сприймаються з будь-якого боку як довершений архітектурний ансамбль.
Церква довго стояла закритою і була перетворена на музей народного побуту. Реставрацію проведено у 1969 році. У 1994 році церкву повернуто греко- католицькій громаді.

## Галерея

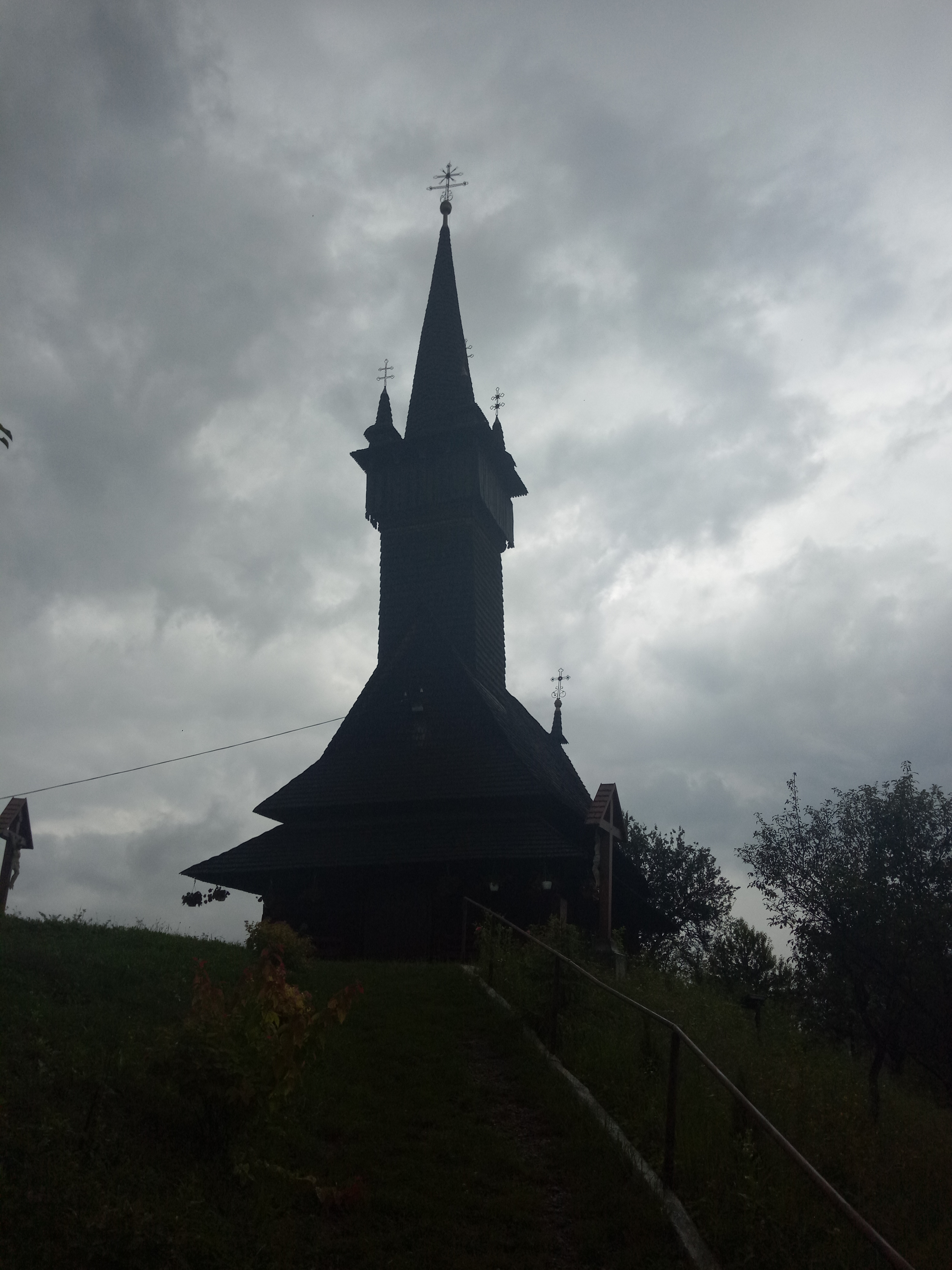
Церква в с.Нижня Апша
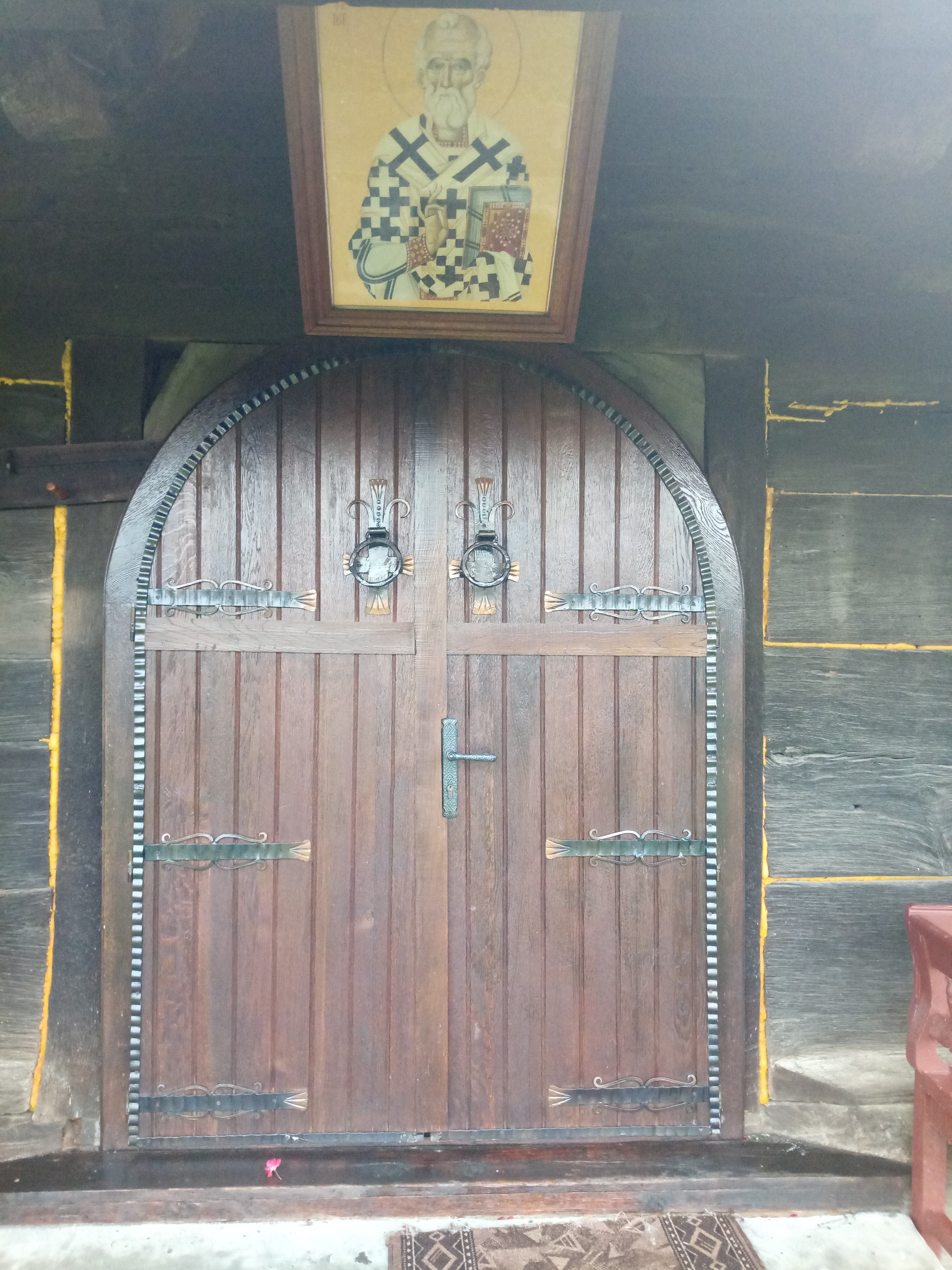
Вхід до церкви
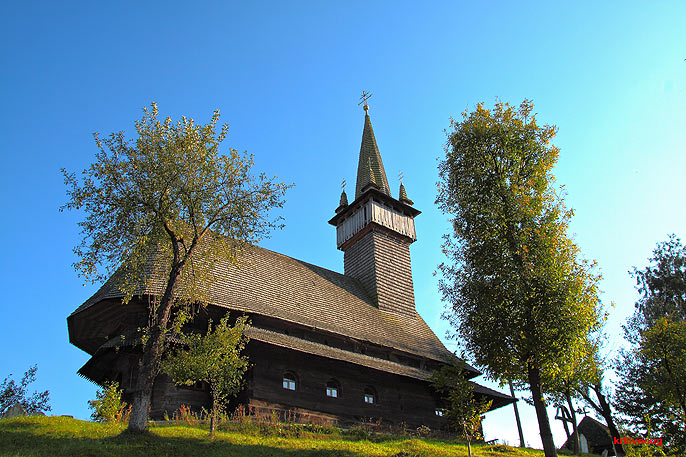
Дерев'яна церква в селі Нижня Апша
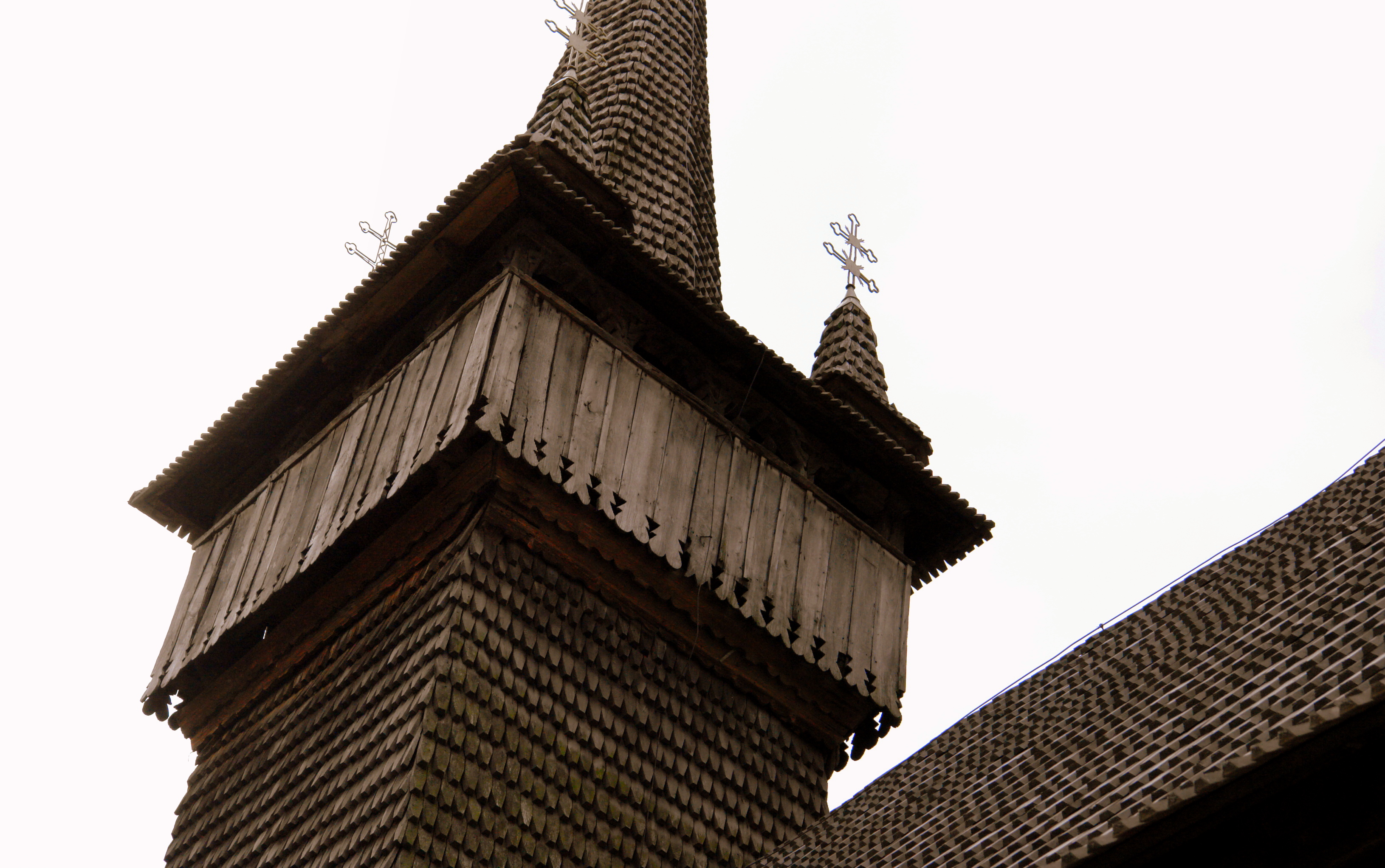
Вежа церкви